# Gale Storm
Gale Storm, pseudonimo di Josephine Owaissa Cottle (Bloomington, 5 aprile 1922 – Danville, 27 giugno 2009), è stata un'attrice e cantante statunitense.

## Biografia
La minore dei cinque figli di William Walter Cottle e di Minnie Corina Cottle, rimase orfana di padre quando aveva 17 mesi. Da Bloomington, la madre si spostò ripetutamente nel territorio texano fino a stabilirsi definitivamente a Houston, dove la giovane Josephine studiò danza e diventò un'eccellente pattinatrice allo Houston Polar Palace, mentre nel frattempo seguiva corsi di recitazione all'Albert Sidney Johnston Junior School e alla San Jacinto High School.
Nel 1939 fu convinta da due insegnanti a partecipare a un concorso radiofonico della CBS, Gateway to Hollywood, e vinse il primo premio, consistente in un contratto con uno studio cinematografico. Assunto il nome d'arte di Gale Storm, a partire dal 1940 la giovane attrice girò diversi film per la RKO, iniziando con Non sono una spia, accanto a Freddie Bartholomew, e proseguendo con altre pellicole generalmente a basso budget, come La città delle donne rapite (1941) e Ragazze nell'artiglio (1941).
Nella prima metà degli anni quaranta, la Storm recitò in numerose pellicole per la Monogram Pictures, sia musicali che drammatiche, diventando la star femminile di questa casa produttrice. Tra i film da lei interpretati in questo periodo, da ricordare I figli ribelli (1943), al fianco di Jackie Cooper, e Gioia di vivere (1945), con Conrad Nagel. Dalla seconda metà del decennio iniziò ad apparire in diversi film d'avventura come Daniele fra i pellirosse (1948), Bill il sanguinario (1948), Colpo di scena a Cactus Creek (1950), I quattro cavalieri dell'Oklahoma (1951).

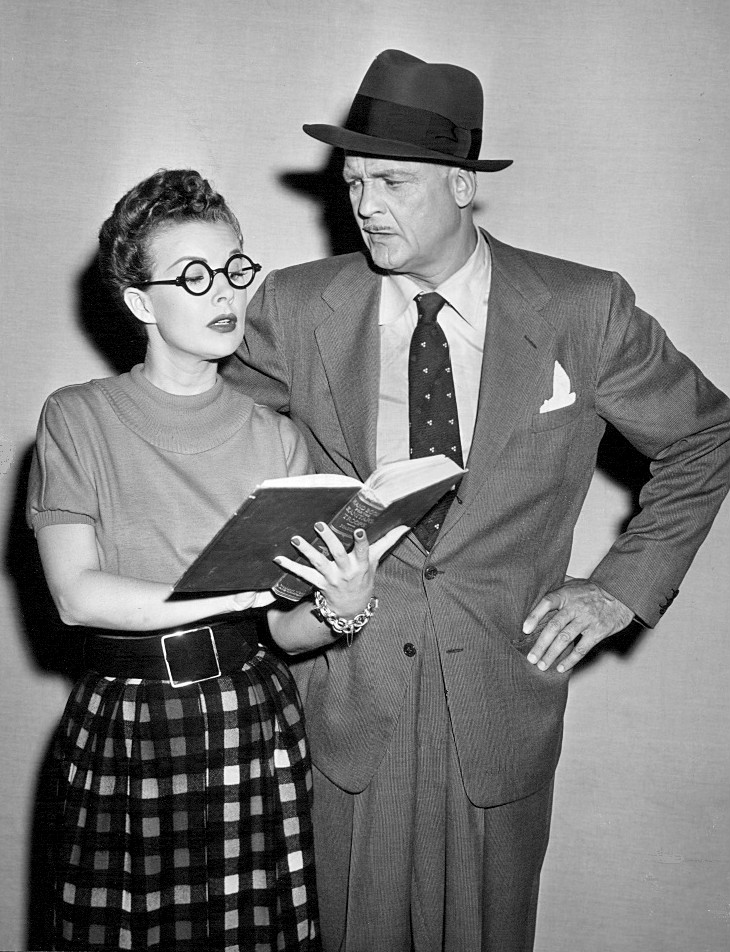
Gale Storm e Charles Farrell in La mia piccola Margie (1954)

Nel 1950 la Storm fece il suo debutto televisivo nella serie antologica Hollywood Theatre Time, ma raggiunse il suo maggiore successo sul piccolo schermo due anni più tardi con la serie La mia piccola Margie, di cui girò 126 episodi tra il 1952 e il 1955, incentrata sulle vicende quotidiane della giovane Margie Albright e del padre Vern, un uomo d'affari vedovo di mezza età interpretato da Charles Farrell. La popolarità conquistata con questa sitcom consentì alla Storm di proseguire la carriera televisiva con uno spettacolo personale, The Gale Storm Show, al fianco di ZaSu Pitts, che andò in onda per 126 puntate dal 1956 al 1960.
Impegnata anche in campo musicale, in qualità di interprete di "cover" di successo, dall'inizio degli anni sessanta la Storm abbandonò progressivamente la recitazione. Durante il decennio apparve solamente in due episodi della serie La legge di Burke (1964-1965). Recitò successivamente in sole due altre occasioni, una nel 1979 per un episodio della serie Love Boat e una nel 1989 per la serie La signora in giallo.

### Vita privata
Gale Storm sposò nel 1941 l'attore Lee Bonnell, divenuto poi un uomo d'affari, dal quale ebbe quattro figli, Peter, Phillip, Paul e Susanna. Dopo la morte di Bonnell, avvenuta nel 1986, la Storm si risposò nel 1988 con Paul Masterson, che morì nel 1996.
L'attrice fece numerose apparizioni televisive come ospite in spettacoli di intrattenimento e in convention. Nel 1981 pubblicò la propria autobiografia, dal titolo I Ain't Down Yet, nella quale descrisse coraggiosamente la propria battaglia contro l'alcolismo, culminata durante gli anni settanta con ripetuti ricoveri in centri specializzati.
Dopo la morte del secondo marito, la Storm visse a Monarch Beach (California), accanto ai figli e alle loro famiglie, fino a che le condizioni di salute la costrinsero al ricovero presso una struttura medica a Danville, dove morì il 27 giugno 2009, all'età di 87 anni.

## Filmografia

### Cinema
- Non sono una spia (Tom Brown's School Days), regia di Robert Stevenson (1940)
- One Crowded Night, regia di Irving Reis (1940)
- Merry-Go-Roundup, regia di Dudley Murphy (1941) - cortometraggio
- La città delle donne rapite (City of Missing Girls), regia di Elmer Clifton (1941)
- Saddlemates, regia di Lester Orlebeck (1941)
- Ragazze nell'artiglio (Gambling Daughters), regia di Max Nosseck (1941)
- Let's Go Collegiate, regia di Jean Yarbrough (1941)
- Jesse James at Bay, regia di Joseph Kane (1941)
- Red River Valley, regia di Joseph Kane (1941)
- Uncle Joe, regia di William Strohbach (1941)
- Freckles Comes Home, regia di Jean Yarbrough (1942)
- Man from Cheyenne, regia di Joseph Kane (1942)
- Lure of the Islands, regia di Joseph Kane (1942)
- Smart Alecks, regia di Wallace Fox (1942)
- Foreign Agent, regia di William Beaudine (1942)
- Rhythm Parade, regia di Howard Bretherton e Dave Gould (1942)
- Cosmo Jones, Crime Smasher, regia di James Tinling (1943)
- Revenge of the Zombies, regia di Steve Sekely (1943)
- Nearly Eighteen, regia di Arthur Dreifuss (1943)
- Campus Rhythm, regia di Arthur Dreifuss (1943)
- I figli ribelli (Where Are Your Children?), regia di William Nigh (1943)
- Gioia di vivere (Forever Yours), regia di William Nigh (1945)
- G.I. Honeymoon, regia di Phil Karlson (1945)
- Sunbonnet Sue, regia di Ralph Murphy (1945)
- Swing Parade 1946, regia di Phil Karlson (1946)
- Accadde nella quinta strada (It Happened on Fifth Avenue), regia di Roy Del Ruth (1947)
- Daniele fra i pellirosse (The Dude Goes West), regia di Kurt Neumann (1948)
- La grande minaccia (Walk a Crooked Mile), regia di Gordon Douglas (1948) - non accreditata
- Duello infernale (Stampede), regia di Lesley Selander (1949)
- La tratta degli innocenti (Abandoned), regia di Joseph M. Newman (1949)
- Bill il sanguinario (The Kid from Texas), regia di Kurt Neumann (1950)
- Colpo di scena a Cactus Creek (Curtain Call at Cactus Creek), regia di Charles Lamont (1950)
- Delitto in prima pagina (The Underworld Story), regia di Cy Endfield (1950)
- Tra mezzanotte e l'alba (Between Midnight and Dawn), regia di Gordon Douglas (1950)
- I quattro cavalieri dell'Oklahoma (Al Jennings of Oklahoma), regia di Ray Nazarro (1951)
- Il sergente Carver (The Texas Rangers), regia di Phil Karlson (1951)
- Minnesota (Woman of the North Country), regia di Joseph Kane (1952)

### Televisione
- Hollywood Theatre Time - serie TV, 1 episodio (1950)
- The Bigelow Theatre - serie TV, 2 episodi (1951)
- The Unexpected - serie TV, 1 episodio (1952)
- La mia piccola Margie (My Little Margie) - serie TV, 126 episodi (1952-1955)
- Robert Montgomery Presents - serie TV, 1 episodio (1955)
- Celebrity Playhouse – serie TV, episodio 1x04 (1955)
- The Ford Television Theatre - serie TV, 1 episodio (1955)
- Shower of Stars - serie TV, 1 episodio (1957)
- The Gale Storm Show: Oh, Susanna! - serie TV, 126 episodi (1956-1960)
- La legge di Burke (Burke's Law) - serie TV, 2 episodi (1964-1965)
- Love Boat (The Love Boat) - serie TV, 1 episodio (1979)
- La signora in giallo (Murder, She Wrote) - serie TV, episodio 5x09 (1989)

## Discografia parziale

### Album in studio
- 1956 - Presenting Gale Storm
- 1956 - Sentimental me
- 1959 - Softly and Tenderly
- Gale Storm Sings

## Opere letterarie
- (EN) I Ain't Down Yet, 1981.

## Doppiatrici italiane
- Rosetta Calavetta in Bill il sanguinario, Colpo di scena a Cactus Creek
- Miranda Bonansea in I quattro cavalieri dell'Oklahoma, Minnesota
- Luisella Visconti in Delitto in prima pagina
- Lorenza Biella in La signora in giallo